# 圣瓦莱里安
圣瓦莱里安（法語：Saint-Valérien，法語發音：[sɛ̃ valeʁjɛ̃]）是法国勃艮第-弗朗什-孔泰大区约讷省的一个市镇，属于桑斯区。

## 地理
圣瓦莱里安（48°10'45"N, 3°5'42"E）面积22.31 平方千米，位于法国勃艮第-弗朗什-孔泰大區约讷省，该省份为法国中北部内陆省份，西接卢瓦雷省，西北接塞纳-马恩省，南至涅夫勒省，东临科多尔省，东北与奥布省接壤。
与圣瓦莱里安接壤的市镇（或旧市镇、城区）包括：拉贝利奥勒、布拉奈、多洛、富谢尔、蒙塔谢-维勒加尔丹、维勒布吉、栋达格尔新城。

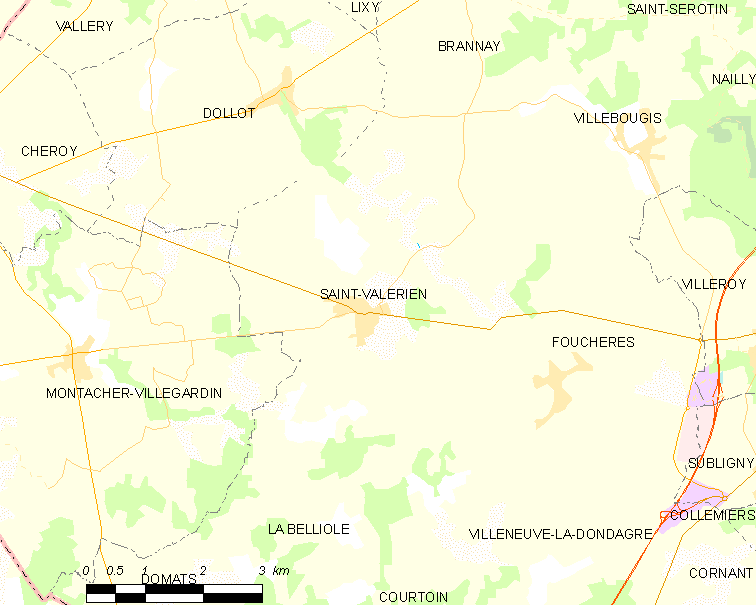
圣瓦莱里安的OSM定位图

圣瓦莱里安的时区为UTC+01:00、UTC+02:00（夏令时）。

## 行政
圣瓦莱里安的邮政编码为89150，INSEE市镇编码为89370。

## 政治
圣瓦莱里安所属的省级选区为勃艮第地区加蒂奈县。

## 人口

1962-2008年间圣瓦莱里安人口变化图示

圣瓦莱里安于2022年1月1日时的人口数量为1806人。